# 柳剛流
柳剛流（りゅうこうりゅう）は、日本の古武道の流派。岡田惣右衛門源奇良（1765年 - 1826年）が開いた。剣術、居合、長刀（薙刀）、突杖（杖術）を含む総合武術。試合において臑に打ち込む（臑斬り）ことと、斬撃に飛び違いを多用することを特徴とする流派として知られる。なお、長州や紀州に伝播した柔術の柳剛流は岡田柳剛流とは関係のない同名異流である。

## 特徴
流祖の岡田惣右衛門が目録に「当流者元来心形刀流也」と記しているように、心形刀流を基盤として、三和無敵流・東軍新当流・当流（山本流）等から得た数々の技法を加え柳剛流を開いた。
剣術は心形刀流と似ている部分が多いが、最初の形から足への攻撃があることが特徴である。竹刀稽古を重視し、面小手等の防具以外に独自の臑当てを付けた（後には臑当てを使わない系統も出た）。また、長刀（薙刀）は秘伝として免許の段階で伝えられた。
許が切紙、目録、免許の3段階になっており、免許を得ると独立することができた。

## 歴史
岡田惣右衛門は、心形刀流を大河原有曲から学び、各地を旅して三和無敵流（三和無敵流第4代の広沢長喜より学ぶ）や東軍新当流、山本流などを修行したのち、独自に脛斬りの技を工夫して創始したとされる。流名の由来は、岸辺の柳が強い風で川面を打っているのを見たことから名付けられたとされる。
免許を得ると独立することができたが、多くの修行者が20代で免許を受けており、そのため各地に分派が生まれた。また他の関東で生まれた流派と同じく、武士だけではなく村落部でも伝承された。現在の埼玉県を中心に利根川沿い一帯から房総半島等にかけて伝承されていた。またそれ以外にも九州から東北まで全国各地へ伝播している。関東では柳剛流は北辰一刀流を凌ぎ最も普及していた。
岡田惣右衛門は、高弟の一条信忠に岡田姓を名乗らせた。2代目となった岡田信忠は、元々仙台藩の石川家の家臣であったためその後仙台藩へ帰り、角田で柳剛流を教えた。1977年頃に宮城県での継承者が『剣道日本』に特集された。また、別系統として宮城県北には柳剛流柔術（柳生心眼流の一派）が伝えられていた。
また、岡田惣右衛門の弟子の直井秀堅（直井勝五郎）の門より、講武所師範役となった松平忠敏（松平上総介）や、紀州藩の剣術師範家4流との門人同士の試合で認められ紀州藩剣術師範となった橘正以（橘内蔵介）を輩出している。橘正以は元々紀州藩田丸預同心であり、当時は紀州藩領であった三重県田丸で伝えた系統が現在も伝承されている。
その他、龍野藩（兵庫県たつの市）に伝承された系統を、武道史研究家の綿谷雪が少年時代に学んだが、綿谷によるとその内容は、臑当てを使わず、道場の床を竹刀で叩いて相手が驚いた隙に飛び込むような技があったという。龍野藩伝の柳剛流の杖術のみを無外流居合兵道を開いた中川申一が伝書から復元した。中川の弟子の塩川宝祥は柳剛流杖術も学んだので、塩川が主宰する団体や、塩川の系統の団体では無外流居合兵道・神道夢想流杖術とともに指導されている。また、塩川が関係していた山口県杖道連盟でも、神道夢想流杖術とその併伝武術とともに柳剛流杖術が指導されている。
雑誌『極意』（1997年冬）の記事によると、空手家の藤本貞治（国際空手道尚武会会長）が古武道統成会という団体で柳剛流を学んだという。藤本が学んだ柳剛流の伝系は不明である。